# Нестеренко, Василий Павлович
Василий Павлович Нестеренко (24 июля 1943, Ленинское, Ошская область — 11 марта 1998, Киев) — председатель Киевского городского совета народных депутатов, доктор экон. наук.

## Биография
Окончил экономический факультет Киевского государственного университета имени Т. Г. Шевченко, а также аспирантуру при кафедре политэкономии.

В 1986—1992 годах занимал должность декана экономического факультета в Киевском университете имени Т. Г. Шевченко.
С 18 марта 1990 года был избран депутатом Киевского городского совета народных депутатов. Выиграл выборы по избирательному округу № 154 (Ленинградский район).

С 2 марта 1992 года — занимает должность председателя Киевского городского совета народных депутатов. Во время председательства В. Нестеренко, исполнительную власть в столице возглавляли: Иван Петрович Данькевич, Иван Николаевич Салий и Леонид Григорьевич Косаковский.
В 1994 году В. Нестеренко вернулся к преподавательской деятельности в Киевский университет им. Т. Г. Шевченко на должность заведующего кафедрой экономической теории и управления народного хозяйства.

11 марта 1998 года — трагически погиб. Похоронен на Байковом кладбище.